# Ribeirão Campo Triste
Ribeirão Campo Triste är ett vattendrag i Brasilien.   Det ligger i delstaten Mato Grosso do Sul, i den södra delen av landet, 700 km sydväst om huvudstaden Brasília.
Omgivningarna runt Ribeirão Campo Triste är en mosaik av jordbruksmark och naturlig växtlighet. Trakten runt Ribeirão Campo Triste är nära nog obefolkad, med mindre än två invånare per kvadratkilometer.